# Jean Hermann
Pour les articles homonymes, voir Hermann.
Ne doit pas être confondu avec Jean Herman.
Jean (ou Johann) Hermann (ou Herrmann) est un médecin et naturaliste français, né le 31 décembre 1738 à Barr en Alsace et mort le 4 octobre 1800 à Strasbourg.

## Biographie

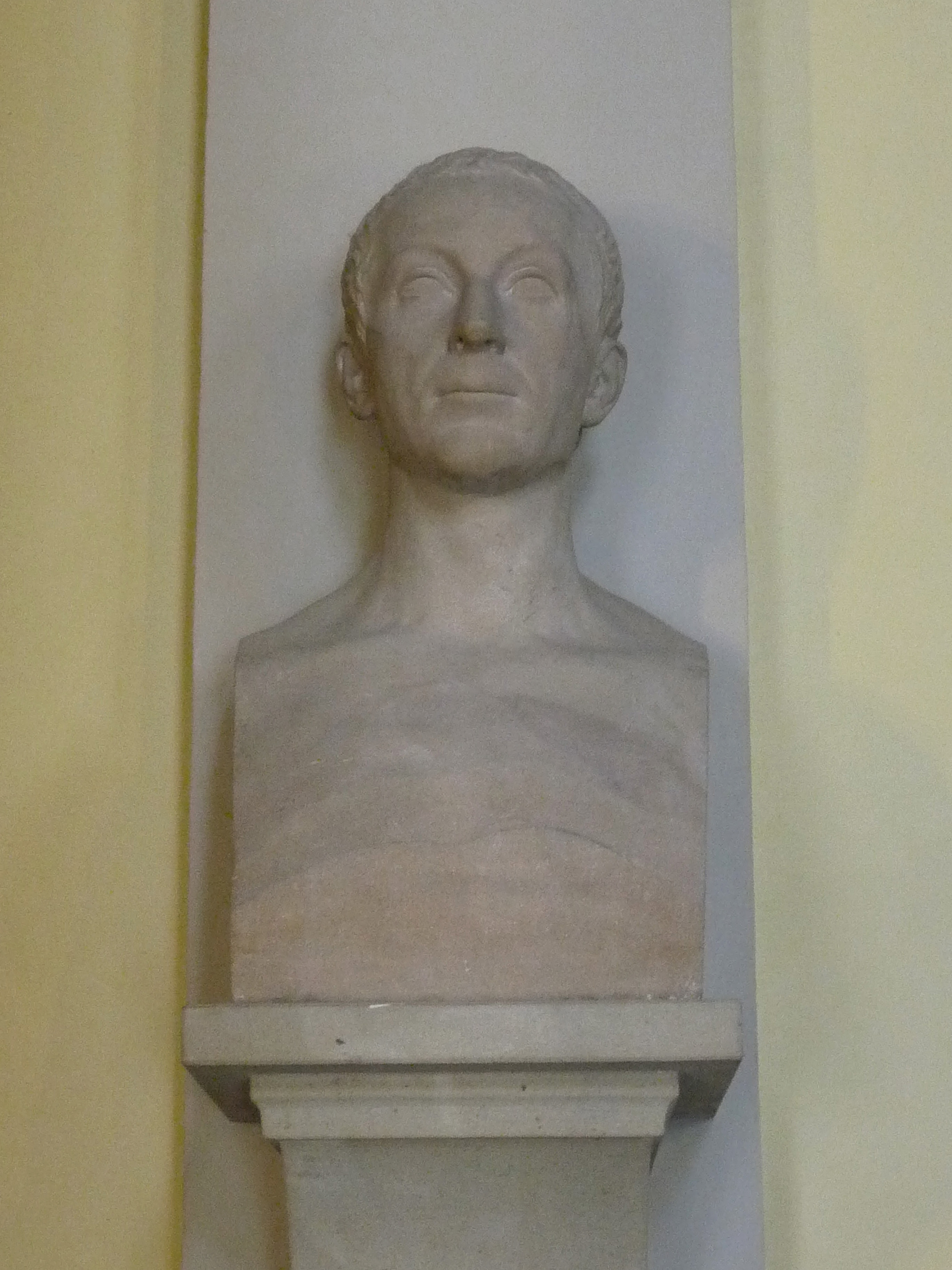
Buste au Musée zoologique de la ville de Strasbourg.

Fils d’un pasteur luthérien, il obtient son titre de docteur à la faculté de médecine de l'université de Strasbourg le 13 mai 1762 avec une thèse intitulée Cardamomi historiam et vindicias. Après avoir créé, en 1764, un cours privé d’histoire naturelle, il est nommé, en 1769, professeur extraordinaire de médecine à l'école de santé publique de Strasbourg, puis, en 1778, professeur de philosophie et, enfin, il succède à Jacob Reinbold Spielmann (1722-1783) à la chaire d'histoire naturelle et de matière médicale. En 1796, il devient professeur de botanique et de matière médicale à la nouvelle École de médecine.
Ses collections et sa bibliothèque, riche de 20 000 volumes, sont à l'origine du muséum d'histoire naturelle de Strasbourg, où son cabinet d'histoire naturelle a été recréé. Hermann dirige en outre le jardin botanique de 1783 à 1800. Le jardin est menacé de fermeture par l’administration de la ville durant la Révolution, il n’a dû son salut qu’à l’opiniâtreté d’Hermann qui lui consacre toute sa fortune.
Son œuvre la plus importante paraît en 1783 sous le titre de Tabula affinitatum animalium... cum annotationibus ad historiam naturalem animalium augendam facientibus. Observationes zoologicae quibus novae complures est publié en 1804 à titre posthume. Membre de nombreuses sociétés savantes, il correspond avec de nombreux naturalistes dont Johann David Schöpf (1752-1800), Eugen Johann Christoph Esper (1742-1810) et Johann Jacob Ferber (1743-1790).
Son frère, Jean-Frédéric Hermann (1743-1820), professeur de droit, fut député du Bas-Rhin et maire de Strasbourg.
Son fils, Jean-Frédéric Hermann (1768-1793), allait suivre ses traces tant en médecine qu'en histoire naturelle, lorsque sa mort prématurée au cours des guerres révolutionnaires mit un terme à ses ambitions.
Il a été le maître du pasteur Jean-Frédéric Oberlin .

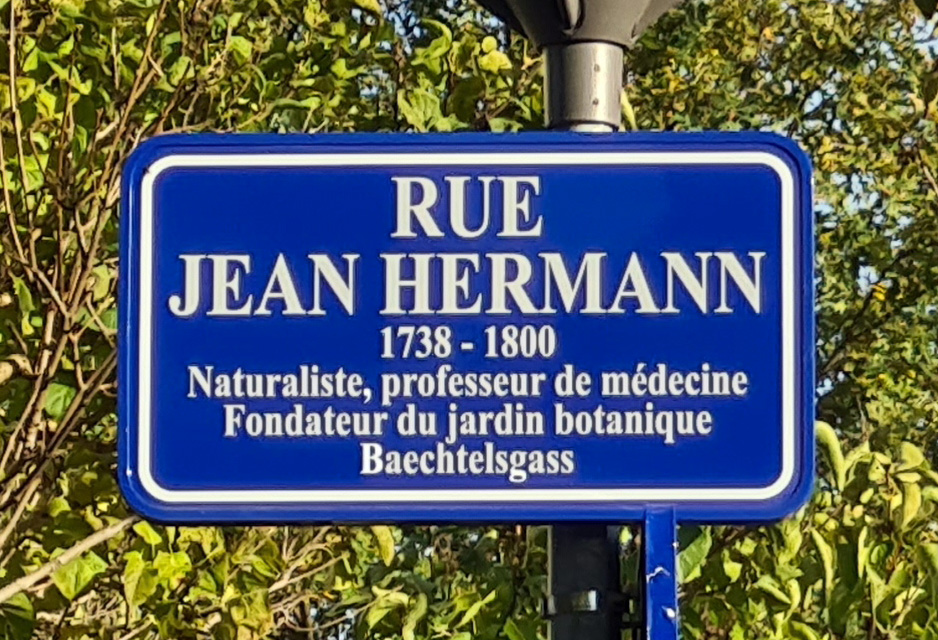
Plaque de la rue Jean-Hermann à la Robertsau.

## Reconnaissance
Une rue porte son nom dans le quartier de la Robertsau à Strasbourg.

## Œuvres et publications
- (la) Cardamomi historiam et vindicias, J. Heitz (Argentorati), 1772, Texte intégral.
- (de) Anweisung wie Naturalien zu sammeln, zuzubereiten, zu verpacken und weit zu verschicken sind, Leipzig, 1788, Texte intégral.
- (la) Tabula affinitatum animalium, J. Treuttel (Argentorati), 1783, Texte intégral.
- (la) Observationes zoologicae quibus novae complures, A. Koenig (Argentorati), 1804, Texte intégral.

## Galerie

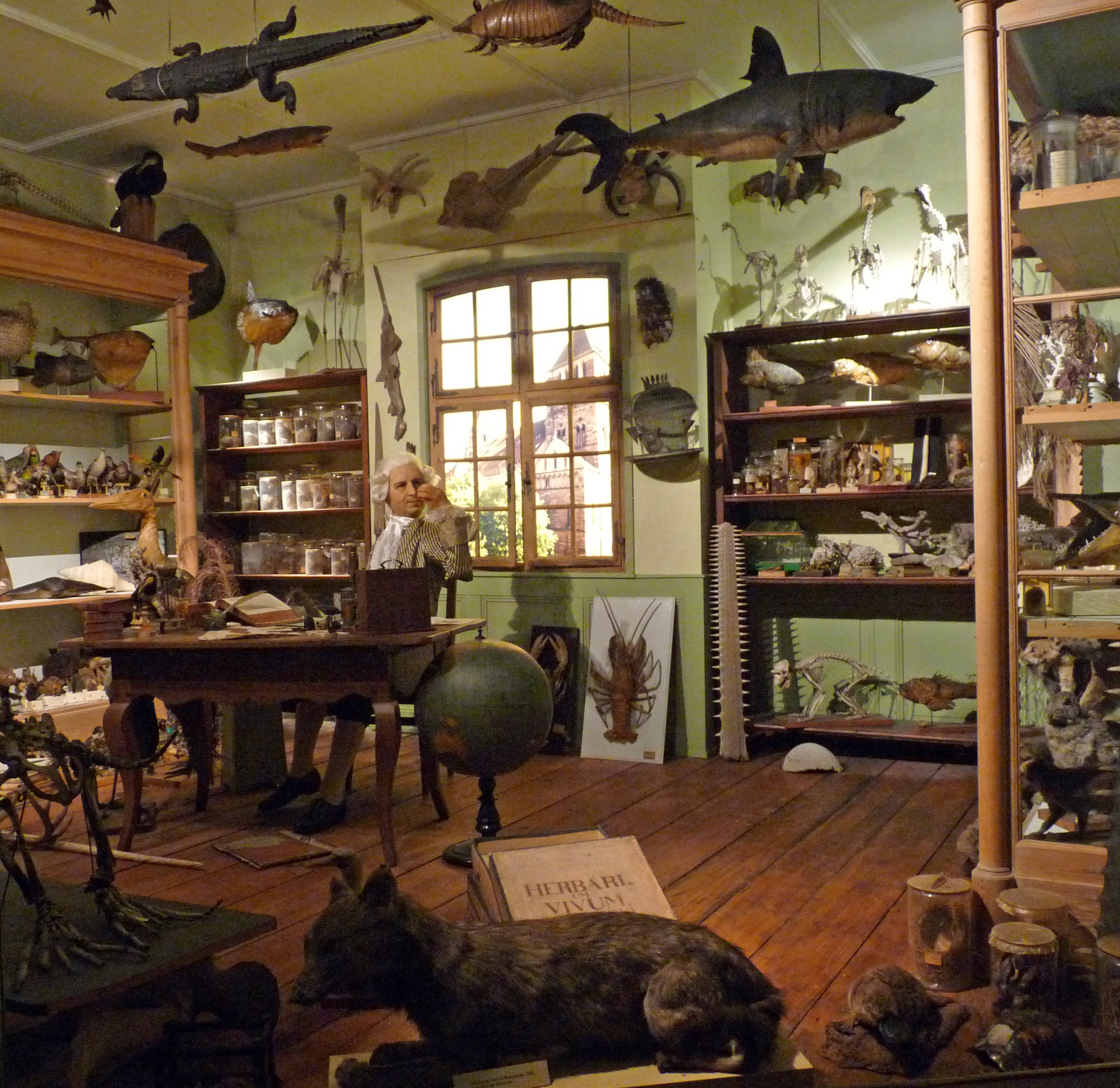
Reconstitution de son cabinet au Musée zoologique
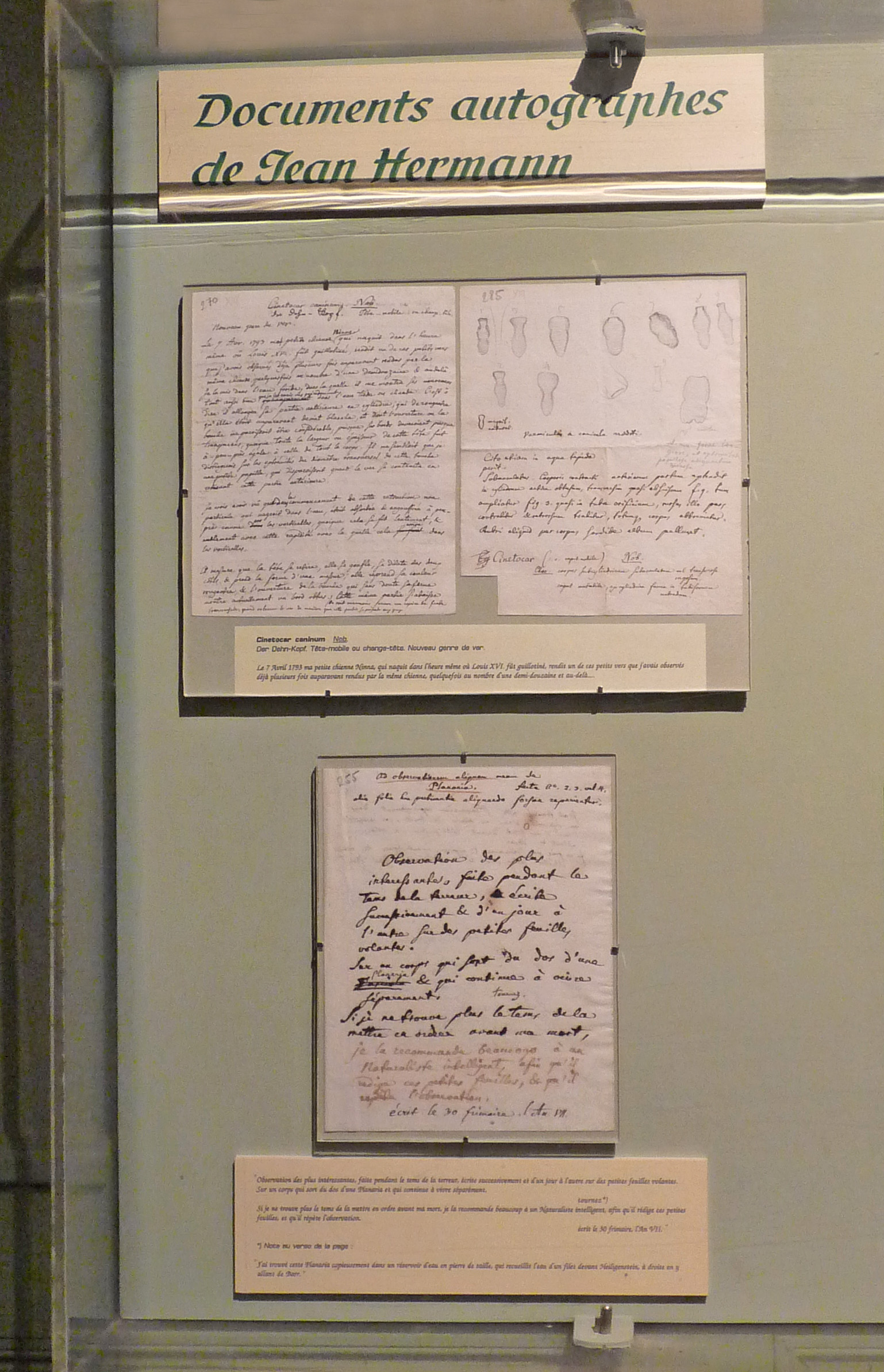
Documents autographes
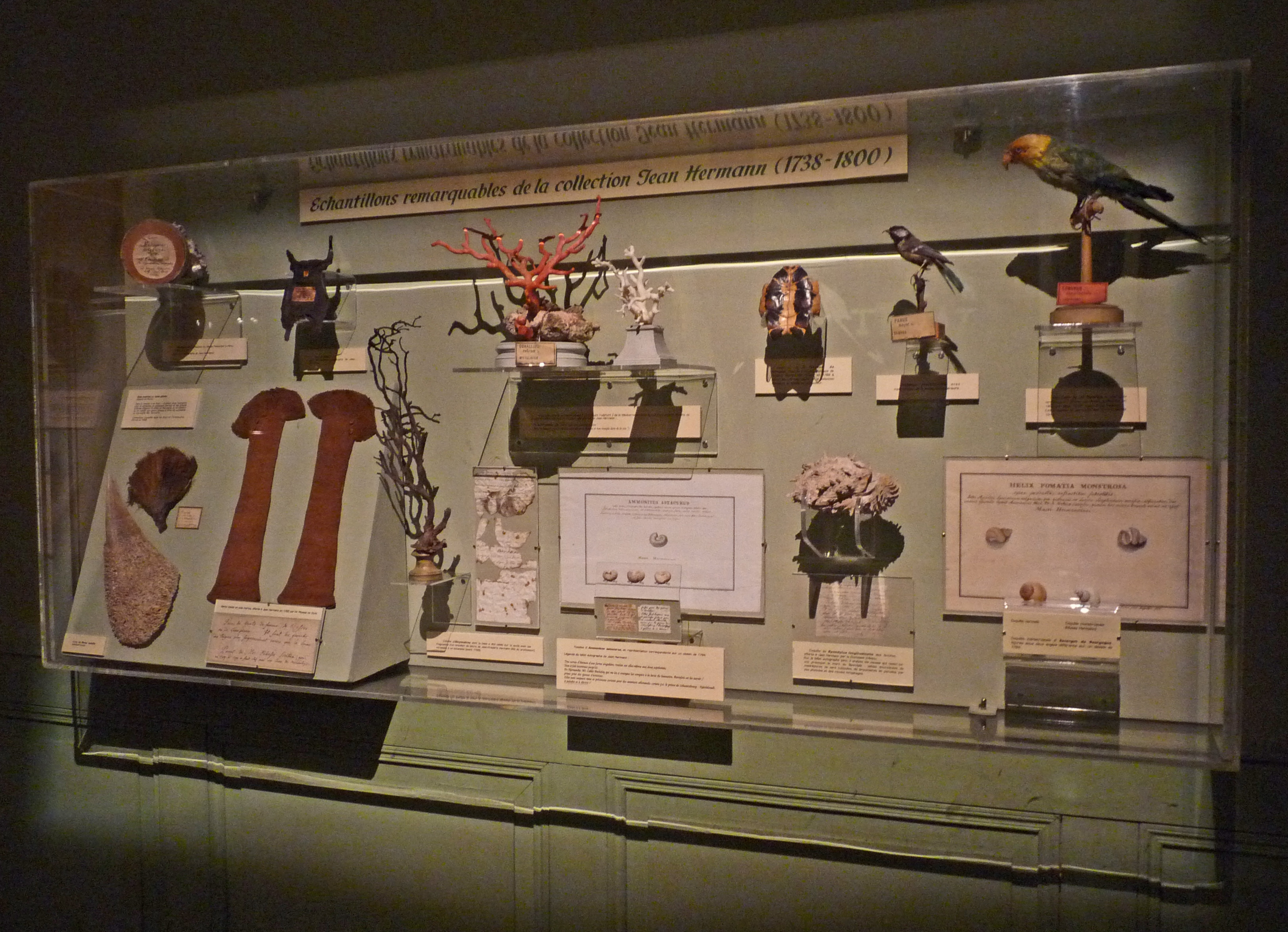
Échantillons remarquables de sa collection
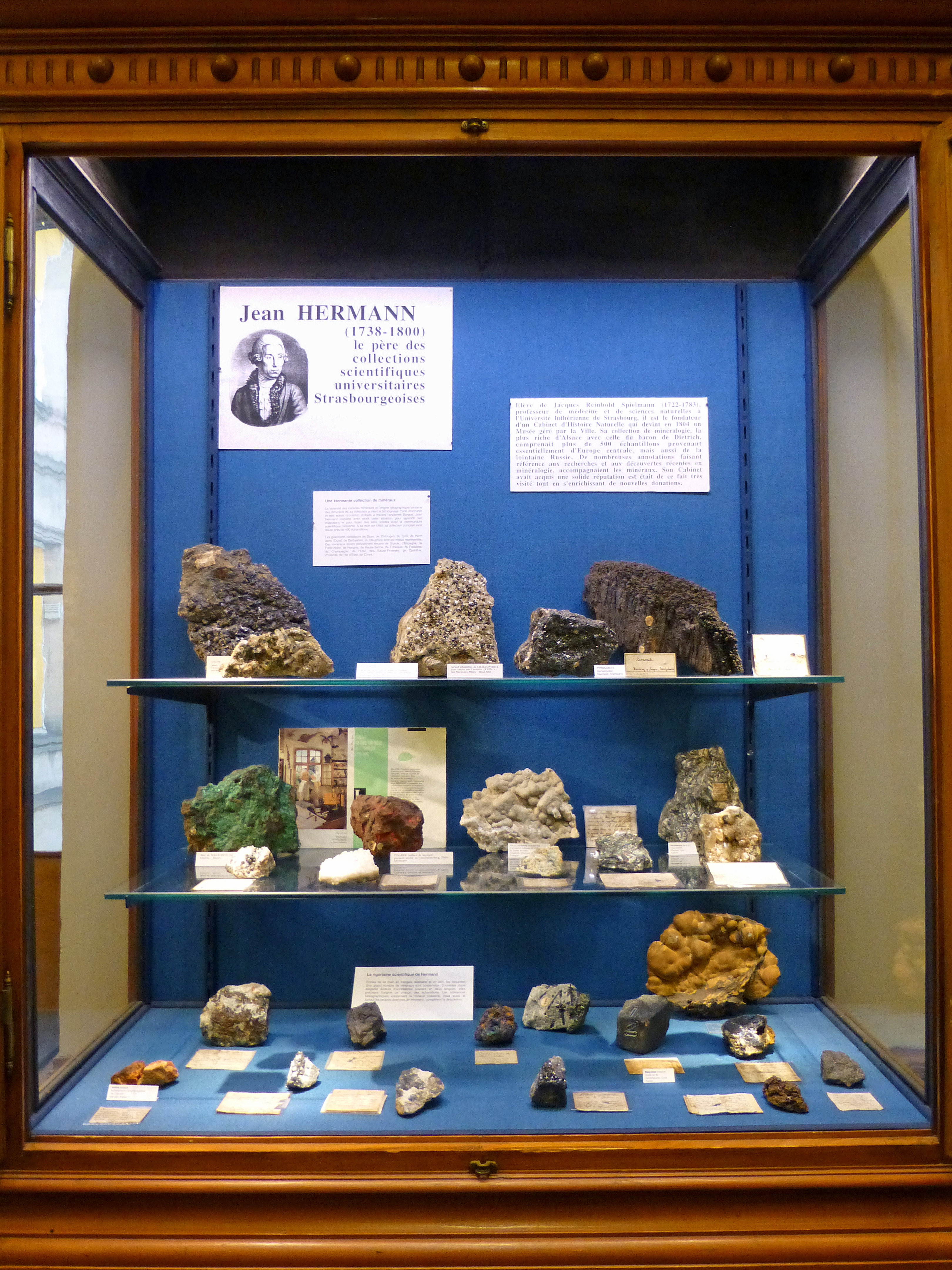
Collection de Jean Hermann au Musée de minéralogie de Strasbourg
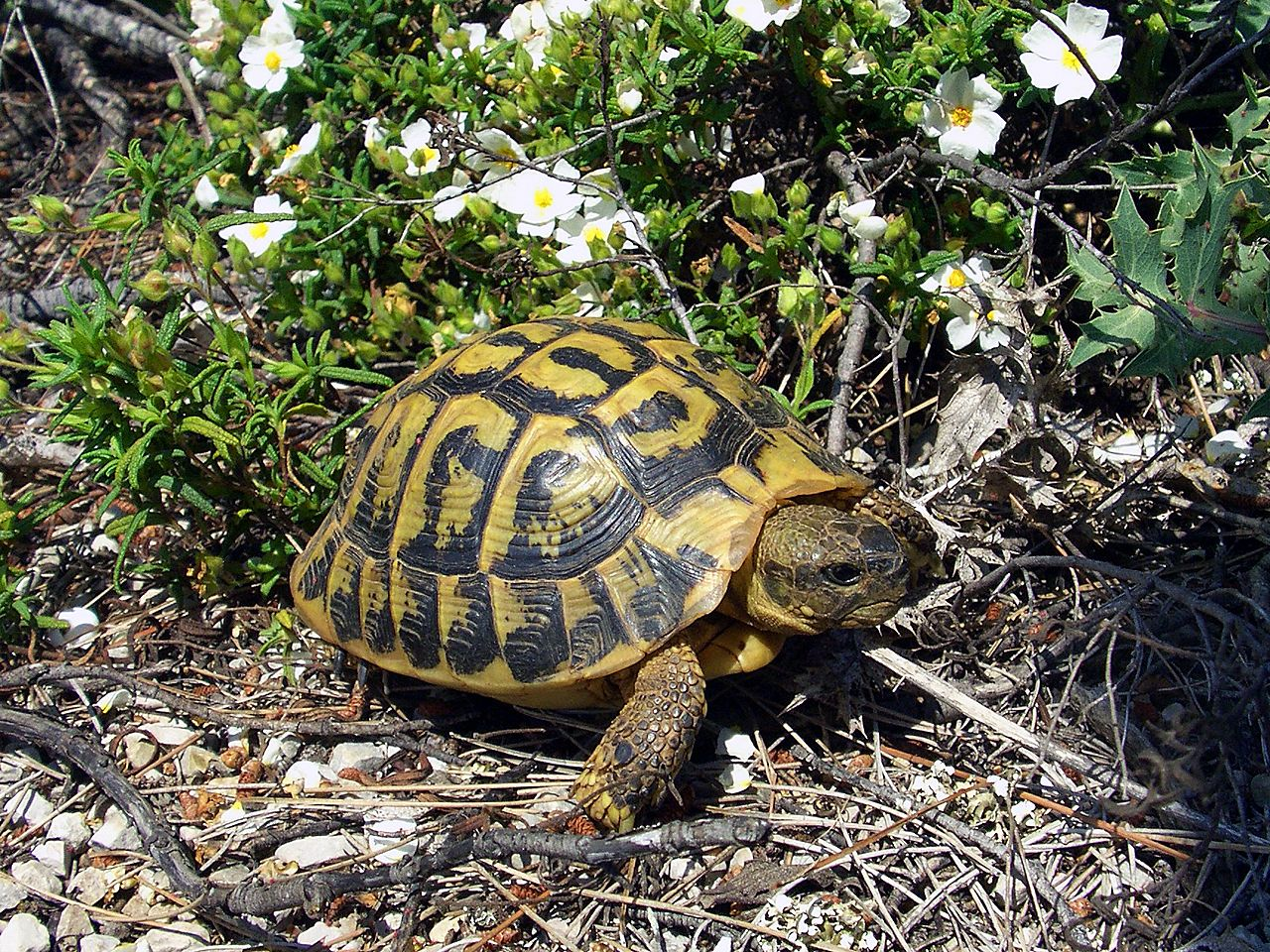
Tortue d'Hermann